# 藤原興親
藤原 興親（ふじわら おきちか）は、戦国時代の武将。厳島神主家の当主。教親の次男。厳島神主であった兄宗親が、父教親の実家である長屋氏を相続したため、神主職に就任した。

## 生涯
興親の兄宗親は明応2年（1493年）3月までは神主に在任しているので、興親の神主就任はこれ以後とみられる。なお父教親は、高齢ながら永正元年（1504年）12月15日までは存命していた。

### 上洛
永正5年（1508年）2月、興親は厳島から乗船して海路上洛した。大内義興の支援を受けて帰洛しようとしていた足利義稙の供をするためだった。上洛後の7月5日に長安久を大御前棚守職に、7月8日に野坂才菊を舞師にそれぞれ補任しているが、その年の12月8日、京都において病没した。興親に子は無く、厳島神主家は後継者不在の状況に陥った。

### 死後
興親が没した際、親族の友田興藤と小方加賀守も在京していたが、国元では神領衆が東方と西方の二派に分裂しての抗争が勃発した。東方は宍戸治部少輔らが桜尾城に立て籠もり、西方は新里若狭守らが藤掛尾城に立て籠もって数年合戦に及んだという。その後、京都から帰還した武田元繁が東方に加勢して神領に侵攻するなど、周辺諸勢力の介入を受けながら永正14年（1517年）頃まで抗争が続くことになる。